# 国際連合安全保障理事会決議1018
国際連合安全保障理事会決議1018（こくさいれんごうあんぜんほしょうりじかいけつぎ1018 英: United Nations Security Council Resolution 1018）は、1995年11月7日に国際連合安全保障理事会において全会一致で採択された決議。国際司法裁判所の判事であるアンドレス・アギラ＝マウズリーが1995年10月24日に死去したことに伴い、1996年2月28日に判事の補充選挙を国際安全保障理事会と国際連合総会（第50会期）において実施することを決定した。
ベネズエラの法学者、および法務大臣であったアンドレス・アギラ＝マウズリーは1991年から国際司法裁判所の判事の任に就いた。判事としてのマウズリーの任期は2000年2月までであった。